# Pauahi
Le Pauahi, en anglais Pauahi Crater, est un cratère volcanique des États-Unis situé à Hawaï, sur les flancs du Kīlauea.

## Géographie
Le Pauahi est situé aux États-Unis, dans l'archipel d'Hawaï, dans le sud-est de l'île d'Hawaï. Il se trouve sur les flancs du Kīlauea, au sud-est de sa caldeira sommitale, entre le Hiʻiaka au nord-ouest, le Puʻu Huluhulu et le Mauna Ulu à l'est et la Chain of Craters Road qui longe son rebord Sud-Ouest. Administrativement, il fait partie du district de Puna du comté de Hawaï dans l'État du même nom.
De forme ovale allongé dans le sens nord-ouest-sud-est, il est formé de la coalescence de deux cratères. Son fond plat est dominé par des parois abruptes culminant à 1 007 mètres d'altitude,. Il constitue un lieu touristique très fréquenté du parc national des volcans d'Hawaï : la Chain of Craters Road qui vient de la caldeira l'aborde à son extrémité Nord-Ouest avec un point de vue, puis le longe sur tout son rebord sud-ouest avant de la quitter au carrefour avec le parking du Napau Crater Trail.

## Histoire

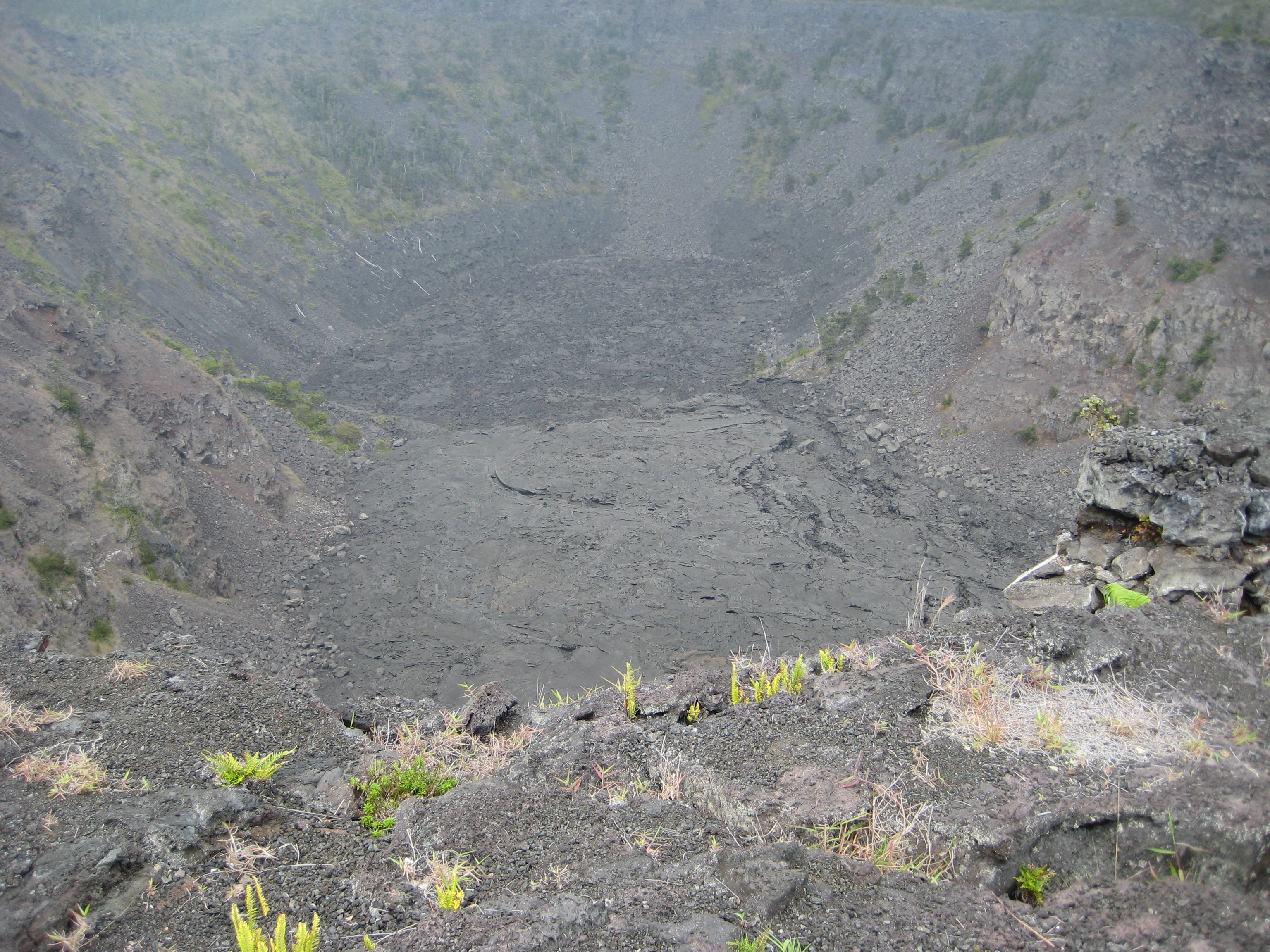
Vue du fond du cratère tapissé de la lave émise en 1973 et 1979.

Le Pauahi est entré trois fois en éruption, toutes d'indice d'explosivité volcanique de 0 et ayant émis de petites coulées de lave. La première s'est déroulée le 5 mai 1973, la seconde du 10 au 11 novembre 1973 et la dernière du 16 au 17 décembre 1979,.
Celles de 1973 se déroulent dans le cadre de l'éruption du Mauna Ulu de 1969 à 1974, la première affectant aussi le Hiʻiaka,. Sur le Pauahi, des fissures s'ouvrent le 10 novembre à 21 h 45 dans sa paroi orientale,. De la lave en jaillit et forme un petit lac de lave dans la moitié méridionale du fond du cratère,. D'autres fissures s'ouvrent à 23 h à l'est du cratère, sur environ 1 600 mètres de longueur entre le Pauahi et le Puʻu Huluhulu. Cette activité ne dure que quelques heures puisque le matin, les fontaines sont taries et les coulées ne dépassent pas les abords des fissures. Celles-ci voient leur surface durcie s'affaisser de manière chaotique sur 1,5 mètre d'épaisseur, la lave liquide continuant de s'écouler sous la lave solide.
En 1979, de nouvelles fissures s'ouvrent au nord-ouest du Pauahi, juste de l'autre côté de la Chain of Craters Road. Deux petites coulées de lave s'en échappent : l'une se dirige vers le sud-est dans la forêt tropicale parallèlement au cratère, l'autre se déverse dans le Pauahi en dévalant sa paroi septentrionale et en recouvrant la majorité du fond du cratère dont la lave de 1973.